# María Edwards
Ne doit pas être confondu avec María Errázuriz.
María Edwards McClure, connue comme María Errázuriz ou Madame Errázuriz née à Santiago le 11 décembre 1893 et morte le 8 juin 1972, est une infirmière et résistante chilienne honorée en 2005 par Yad Vashem du titre de Juste parmi les nations.

## Biographie
Pendant la Seconde Guerre mondiale et l'Occupation allemande de Paris, elle travaille comme infirmière volontaire à l'hôpital Rothschild. Elle rejoint la Résistance française et aide à sauver plusieurs enfants juifs voués à la déportation en camps de concentration. Elle est arrêtée, interrogée et torturée par la Gestapo.
Elle est décorée de la Légion d'honneur, le 2 septembre 1953. Elle retourne au Chili en 1960. Elle était la femme du diplomate chilien Guillermo Errázuriz, mort en 1922. Elle épouse l'écrivain français Jacques Feydeau (1892-1970) en 1926, dont elle divorce par la suite. 

## Hommages publics
Le parvis Claire-Heyman-et-Maria-Errazuriz, inauguré le 30 novembre 2017, lui rend hommage à Paris, dans le 12e arrondissement. 